# Callichroma cyanomelas
Callichroma cyanomelas là một loài bọ cánh cứng trong họ Cerambycidae.